# あかぼし☆こぼし
あかぼし☆こぼしは、元よしもとクリエイティブ・エージェンシー広島事務所所属のお笑いコンビ。略称は、あかこぼなど。2011年解散。

## メンバー
- 小法師 秀暁（こぼし ひであき、1975年8月31日 - ） 
  - 血液型はO型。 身長は172cm、体重は71kg。
  - 広島県広島市佐伯区出身。
  - ボケ担当、学ランは赤色。
  - 黒縁のメガネがトレードマーク、太り気味である。
  - 「ゆうかプロデュース ネタ-1グランプリ」で見事頂点を勝ち取った。（2006年10月27日放送分「Local★STAR ひらめっ娘学園」より）
  - ネタではアンタッチャブル山崎を彷彿とさせる軽快なボケを展開する。
  - 最近はくまのプーさんのトレーナーで舞台に立つことが多い。
- 赤星 亨（あかぼし とおる、1975年9月7日 - ）
  - 血液型はO型。身長は176cm、体重は70kg。
  - 広島県広島市出身。
  - ツッコミ担当、学ランは青色。
  - 赤星憲広（阪神）の「赤星」と同じ名字であるが、“あかほし”ではなく“あかぼし”と読む。
  - とんねるずのみなさんのおかげでした内のコーナーの細かすぎて伝わらないモノマネ選手権のオーディションに合格した事がある。

## 来歴・概要
- 広島NSC1期生。コンビ共にものまねが得意であり、漫才中心だが、コントもこなす。
- 普通、コンビ名通り左が赤星で右が小法師立ち位置の基本であるが、2人の場合は左位置にこぼし、右に赤星で逆である。これはますだおかだと同じ。
- 小法師は広島市内のゲームセンターでアルバイトをしており、その様子は吉長美鈴（元ブロッサム）と同じく過去にローカル番組で取り上げられたことがある。
- 2009年1月のよしもとD-D.LIVEを最後に東京へ活動の場を移す[1]。
- 2011年にあかぼし☆こぼし解散。

## 出演番組

### テレビ
過去
- 夜型人間（TSSローカル）
- デジ生!バなな調査団（TSSローカル）
- 道楽のココロ（TSSローカル/不定期出演）
- ぶらぴ（RCCローカル）
- Local★STAR ひらめっ娘学園（TSSローカル/不定期出演）
- アグレッシブですけど、何か?（HOMEローカル/不定期出演）

### ラジオ
過去
- 週末おでかけステーション（FMちゅーピー(ローカル)）

## 出演

### CM
- ひろぎんバリューワン

### 舞台
- よしもと D-D.LIVE